# Innocenci III
|  | Aquest article tracta sobre l'antipapa entre els anys 1179-80. Si cerqueu el papa canònic elegit el 1198, vegeu «Papa Innocenci III». |

Innocenci III, de nom seglar Lando di Sezze, (n. Sezze, Estats Papals - m. Cava de' Tirreni, Pulla), fou un antipapa del 29 de setembre de 1179 al gener del 1180. El seu nom original era Lando Di Sezze va ser l'últim de quatre antipapes (1179-80) durant el pontificat d'Alexandre III. Lanzo provenia d'una família d'origen alemany i era cardenal quan va ser elegit el 29 de setembre de 1179, per una facció oposada a Alexandre, que el gener de 1180 va relegar Innocenci a l'abadia de la Trinità della Cava, al sud d'Itàlia del sud, on va morir.
El 1179 els enemics del papa Alexandre III (1159–1181) l'havien obligat a fugir de Roma, sense tornar mai més. Al seu lloc, els barons romans van constituir el cardenal Lando de Sezza com a papa Innocenci III el 29 de setembre de 1179. Van comptar amb el suport del l'emperador romà Frederic Barbarroja. Tanmateix, la majoria dels altres països europeus donaren suport a Alexandre III. El principal suport a Roma d'Innocenci III fou de les poderoses famílies romanes de Tusculum, que havien establert els dos anteriors antipapes: Víctor IV (1159–1164) i el seu successor, Pasqual III (1164–1168). El germà del difunt Víctor IV, per odi a Alexandre III, va donar a Lando un castell ben fortificat a Palombara per defensar-se dels partidaris d'Alexandre. Uns mesos després, però, el cardenal Hugo va subornar amb èxit els guàrdies per a prendre el castell. Innocenci III i els seus partidaris van ser tancats a perpetuïtat al monestir de Cava el gener de 1180.